# O evadare perfectă
„O evadare perfectă” (în engleză „A Clean Escape”) este o povestire științifico-fantastică din 1985 de John Kessel, adaptată ulterior într-o piesă de teatru de Kessel în 1986. Povestirea a fost publicată pentru prima dată în numărul din mai 1985 al revistei Asimov's Science Fiction. Prezintă un psihiatru care încearcă să vindece un pacient special de amnezia sa. Încet, pe măsură ce pacientul își recapătă memoria, tot mai multe secrete sunt dezvăluite despre cine este această persoană și adevărul despre civilizația lor în ansamblu. 

## Prezentare
Un psihiatru tratează un producător de arme cu amnezie anterogradă, ale cărui amintiri repornesc o dată la 12 ore, făcându-l să creadă că tocmai și-a părăsit familia pentru a merge la muncă și a fost trimis de companie pentru a fi evaluat. În realitate, însă, a trecut foarte mult timp decât cititorul/spectatorul este inițial determinat să creadă. Pe măsură ce amintirile pacientului revin încet-încet, apar indicii ale unei conspirații corporative, dar adevărul real al acestei chestiuni este mult mai rău decât atât. Conspirația corporatistă s-a întâmplat cu adevărat, dar asta a fost cu zeci de ani în urmă - în realitate, pacientul și-a folosit relațiile de afaceri pentru a lansa o campanie prezidențială, care s-a finalizat cu alegerea lui ca  președinte al Statelor Unite ale Americii. 
Un incident internațional l-a dus la implementarea unei tehnologii de apărare experimentale pe care compania sa o dezvoltase, tehnologie care se dovedește mult mai puternică decât în teorie, provocând un răspuns nuclear care a distrus majoritatea umanității. Pacientul și psihiatrul sunt, de fapt, într-un bunker guvernamental aflat adânc sub ruinele Statelor Unite, iar amnezia pacientului este un răspuns psihologic la găsirea rămășițelor carbonizate ale familiei sale în ruinele Casei Albe. Psihiatrul, care și-a pierdut familia în dezastru prin cancer cauzat de expunerea la radiații, s-a agățat de viață doar pentru a forța pacientul să accepte adevărul. După ce a văzut că acest lucru nu este posibil, ea se sinucide. A doua zi, succesorul ei se întâlnește din nou cu pacientul, a cărui minte s-a repornit din nou în aceeași dimineață, cu zeci de ani în urmă.

## Adaptări
În 1986, autorul a adaptat povestirea într-o piesă de teatru.
Povestirea a fost adaptată de Sam Egan ca scenariu pentru primul episod al serialului Masters of Science Fiction (produs de realizatorii serialului Masters of Horror). Episodul a fost lansat pentru prima dată pe 4 august 2007.

## Traducere
În limba română a apărut în revista Sci-Fi Magazin editată de George Lazăr, în numărul 4 din ianuarie 2008.

## Vezi și
- 1985 în științifico-fantastic
- Listă de ficțiuni cu holocaust nuclear
- Listă de povestiri științifico-fantastice